# Fregaty typu 120
Fregaty typu 120 – zachodnioniemieckie fregaty, które wchodziły do służby w Bundesmarine na początku lat 60. Okręty były pierwszymi na świecie jednostkami w których zastosowano kombinowaną siłownię składającą się z silników Diesla i turbin gazowych (CODOG).

## Historia
Fregaty typu 120 wraz z niszczycielami typu Hamburg i okrętem szkolnym „Deutschland” były pierwszymi dużymi okrętami zbudowanymi po II wojnie światowej w Niemczech. Głównym zadaniem fregat było zwalczanie okrętów podwodnych. Budowa pierwszego okręty z serii F220 "Köln" rozpoczęła się w 1958 w stoczni Stülcken-Werft w Hamburgu. Jednostka weszła do służby w 1961.
Okręty były pierwszymi na świecie jednostkami w których zastosowano kombinowaną siłownię składającą się z silników Diesla i turbin gazowych (CODAG). Wybrano układ składający się z dwóch turbin gazowych każda o mocy 12 000 KM i 4 silników wysokoprężnych, z których każdy miał moc 3000 KM. Każda z turbin zużywała 63 metry sześcienne powietrza na sekundę i dlatego na okręcie zainstalowano duże boczne kanały do pobierania powietrza. Uzbrojenie i wyposażenie było ujednolicone z równolegle budowanymi niszczycielami typu 101 i okrętem szkolnym „Deutschland”.
Do 1989 wszystkie okręty tego typu zostały wycofane ze służby z tego 1 złomowano, 1 pozostawiono jako hulk a 4 sprzedano tureckiej marynarce wojennej.

## Zbudowane okręty
- F220 "Köln" – wejście do służby 15 kwietnia 1961, wycofanie ze służby 17 grudnia 1982 obecnie zacumowany jako hulk w centrum szkoleniowym Deutsche Marine.
- F221 "Emden" – wejście do służby 24 października 1961, wycofanie ze służby 30 czerwca 1983 i sprzedany do Turcji gdzie otrzymał oznaczenie D361 "Gemlik", uległ zniszczeniu w pożarze
- F222 "Augsburg" – wejście do służby 7 kwietnia 1962, wycofany ze służby 30 marca 1988 i złomowany w Hamburgu.
- F223 "Karlsruhe" – wejście do służby 15 grudnia 1962, wycofany ze służby 28 marca 1983 i sprzedany do Turcji gdzie otrzymał nazwę D360 "Gelibolu"
- F224 "Lübeck" – wejście do służby 6 czerwca 1963, wycofany ze służby 1 grudnia 1988 i sprzedany do Turcji gdzie służył jako magazyn części zamiennych.
- F225 "Braunschweig" – wejście do służby 16 czerwca 1964, wycofany ze służby 4 lipca 1989 i sprzedany do Turcji gdzie otrzymał nazwę D361 "Gemlik".

## Opis

### Uzbrojenie
Główne uzbrojenie stanowiły dwie armaty uniwersalne kalibru 100 mm na dziobie i rufie. Były to francuskie automatyczne działa Mle 1953 firmy Creusot-Loire, umieszczone w jednodziałowych bezobsługowych zdalnie sterowanych wieżach, o długości lufy 55 kalibrów (L/55). Szybkostrzelność była regulowana i mogła wynosić 10, 40 lub 90 strzałów na minutę; lufa miała chłodzenie wodne. Masa pocisku wynosiła 13,5 kg, donośność skuteczna 12 000 m. Kąt podniesienia lufy wahał się od -15° do +80° i mogły one zwalczać cele powietrzne na wysokości do 6000 m. Zapas amunicji na niszczycielach typu 101 wykorzystujących działa tego samego typu wynosił 66 pocisków na działo, z tego 6 w wieży, 42 w komorze amunicyjnej i 18 w komorze przejściowej.
Lekkie uzbrojenie przeciwlotnicze stanowiło sześć dział automatycznych 40 mm Bofors L/70, na dwóch zdwojonych i dwóch pojedynczych podstawach.
Okręty miały na pokładzie cztery pojedyncze wyrzutnie torped kalibru 533 mm przeciw okrętom podwodnym. Uzbrojenie przeciwpodwodne uzupełniały dwa poczwórne miotacze rakietowych bomb głębinowych kalibru 375 mm firmy Bofors. Mogły wystrzeliwać bomby trzech typów o masie od 230 do 250 kg, różniące się zasięgiem (M50 o zasięgu 300-830 m, Erika o zasięgu 600–1600 m i Nelli o zasięgu 1520–3600 m).